# Moa Lundgren
Pour les articles homonymes, voir Lundgren.
Moa Lundgren, née le 14 avril 1998 à Umeå, est une fondeuse suédoise.

## Carrière
Membre du club IFK Umeå, Lundgren fait ses débuts en compétition officielle lors de la saison 2014-2015, prenant part notamment au Festival olympique de la jeunesse européenne.
Lors des Jeux olympiques de la jeunesse d'hiver de 2016 à Lillehammer, Moa Lundgren remporte la finale du cross ski de fond. En 2017, elle gagne le sprint des Championnats de Suède junior.
Moa Lundgren remporte le sprint des championnats du monde junior 2018 disputés à Goms. Elle prend son premier départ sur une épreuve de coupe du monde lors de la saison 2018-2019 lors d'un sprint à Ruka où elle s'incline en demi-finale pour terminer à la huitième place. Elle participe ensuite au Nordic Opening disputé à Lillehammer, terminant douzième du sprint et obtenant une 33e place au classement final. En janvier, elle remporte le titre sur le sprint lors des championnats du monde des moins de 23 ans de Lahti où elle devance la Norvégienne Tiril Udnes Weng. Elle participe ensuite à trois sprints sur le circuit de la coupe du monde, ne passant pas les qualifications à Lahti, puis s'inclinant lors des quarts de finale à Cogne et s'inclinant en demi-finale pour terminer septième à Falun.
Lors de la saison 2019-2020 de Coupe du monde, elle s'illustre dans les courses de distance, terminant neuvième du skiathlon à Lillehammer, où elle est aussi engagée dans le relais, pour aboutir sur le podium avec une troisième place. Elle établit son meilleur résultat de l'hiver avec deux huitièmes places lors des dix kilomètres en style libre à Lenzerheide et Nové Mesto.

## Palmarès

### Coupe du monde
- Meilleur classement général : 27e en 2020.
- Meilleur résultat individuel : 7e.
- 2 podiums en relais : 1 victoire et 1 troisième place.

#### Classements détaillés
| Saison / Épreuve | Général | Général | Distance | Distance | Sprint | Sprint | Tour de ski depuis 2007 | Finales depuis 2008              | Nordic Opening depuis 2011 |
| ---------------- | ------- | ------- | -------- | -------- | ------ | ------ | ----------------------- | -------------------------------- | -------------------------- |
| Saison / Épreuve | Place   | Points  | Place    | Points   | Place  | Points | Tour de ski depuis 2007 | Finales depuis 2008              | Nordic Opening depuis 2011 |
| 2019             | 57e     | 103     |          |          | 31e    | 103    | —                       | -                                | 33e                        |
| 2020             | 27e     | 266     | 21e      | 187      | 36e    | 55     | Abandon                 | -                                | 19e                        |
| 2021             | 39e     | 124     | 21e      | 27       | 36e    | 67     | 30e                     | Épreuve inexistante à cette date | 26e                        |

### Championnats du monde junior etmoins de 23 ans
| Épreuve / Édition            | Sprint                           | Sprint                           | 5 km                             | 5 km                             | 10 km Classique                  | Skiathlon | Relais |
| Épreuve / Édition            | libre                            | classique                        | libre                            | classique                        | 10 km Classique                  | Skiathlon | Relais |
| Mondiaux 2017 Soldier Hollow | Épreuve inexistante à cette date | 7e                               | 34e                              | Épreuve inexistante à cette date | Épreuve inexistante à cette date | —         | 5e     |
| Mondiaux 2018 Goms           | Médaille d'or, monde             | Épreuve inexistante à cette date | Épreuve inexistante à cette date | 9e                               | Épreuve inexistante à cette date | —         | —      |

| Épreuve / Édition   | Sprint                           | Sprint               | 10 km | 10 km                            | Skiathlon 2 × 7,5 km |
| Épreuve / Édition   | libre                            | classique            | libre | classique                        | Skiathlon 2 × 7,5 km |
| Mondiaux 2019 Lahti | Épreuve inexistante à cette date | Médaille d'or, monde | 22e   | Épreuve inexistante à cette date | —                    |

Légende :
- : première place, médaille d'or
- : pas d'épreuve
- — : Non disputée par Lundgren

### Coupe de Scandinavie
- 3e du classement général en 2019.
- 4 podiums, dont 2 victoires.